# Obchodní dům v Dukelské bráně
Obchodní dům v Dukelské bráně, dříve obchodní dům Prior, od roku 2013 OC Zlatá Brána, je obchodní dům v Prostějově. Jeho výstavba začala v roce 1970 a počínaje rokem 1973 slouží svému účelu. Od roku 2013 zde sídlí obchodní centrum Zlatá Brána.

## Historie

### Výstavba
Po vydání asanačního výměru dne 25. června 1968, započala v první polovině roku 1969 výstavba, zbouráním několika měšťanských domů v prostoru mezi ulicí Dukelská brána, náměstím T. G. Masaryka, E. Husserla, Svatopluka Čecha a Filipcovým náměstím, které překážely ve stavbě budovy. Základy samotné budovy budovy byly položeny v roce 1970. Celkové náklady na výstavbu činily bezmála 40 000 000 Kčs. Dvoupatrová budova byla dostavěna roku 1973 a byl zahájen zkušební provoz.

### Prior (1973–2013)
Mezi lety 1973–2013 byla budova ve vlastnictví společnosti Prior. Nacházelo se zde přibližně 30 různých obchodů. A jednalo se o největší obchodní centrum v blízkém okolí.

### Zlatá Brána (2013–současnost)
Do ledna 2013 postupně zavřely všechny obchody, které se v centru nacházely a v únoru 2013 započala rekonstrukce. Ta trvala 9 měsíců a slavnostní otevření nového moderního obchodního centra proběhlo 21. listopadu 2013.
V současnosti zabírá budova plochu 8387 m2 (a z toho 7536 m2 obchody) a stále se jedná o největší obchodní centrum v Prostějově. Nachází se zde 39 obchodů, mimo jiné supermarket Billa, či H&M. Ve 2. patře se nachází plocha, která slouží pro občasné výstavy.